# A-A-P
A-A-P，一種用於下載原始碼、編譯以及安裝程式的軟體開發工具程式，類似於UNIX系統上的make程式，只是功能更為強大。它是一個開放原始碼計劃，採用GPL授權，以Python語言寫作，主要開發者是布拉姆·莫勒纳尔。
類似於make程式會讀取一個名叫Makefile的文件，它也會讀取一個叫作recipes的文件，再依照文件上的指示工作。
它有一個使用圖形使用者介面的集成開發環境，名叫Agide。

## 外部連結
- A-A-P 首頁（页面存档备份，存于）